# پیشگوی پارسی

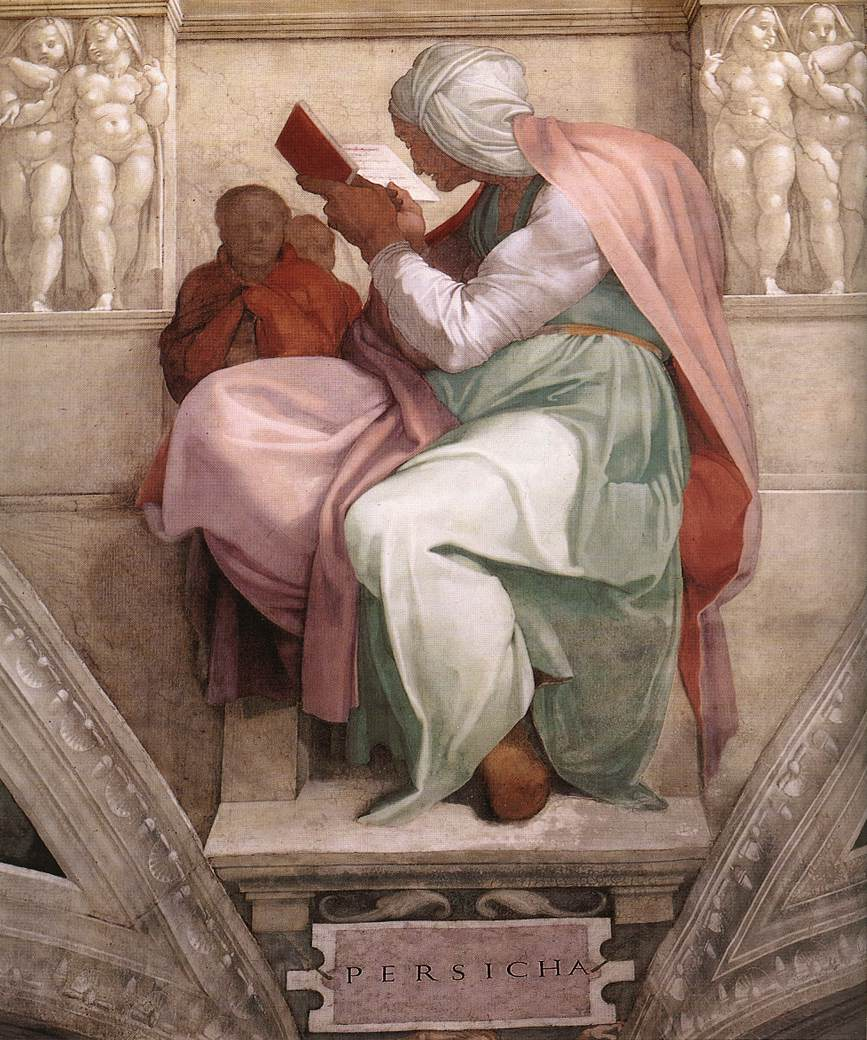
فرسکوی پیشگوی ایرانی اثر میکل آنژ در سقف کلیسای سیستین، واتیکان.

پیشگوی پارسی در ادبیات یونان باستان لقب کاهنه‌ای «طالع‌بین» اهل ایران بود که ریاست وحی‌گاه آپولویی برعهده او بود.
یونانیان باستان در سنت خود پیشگویان زیادی را باور داشتند اما پیشگوی ایرانی را بیش از دیگران ارج می‌گذاشتند زیرا به باور آن‌ها او توانسته‌بود فتوحات اسکندر مقدونی را پیش‌بینی کند.
نام پیشگوی پارسی را «سمبت» نوشته‌اند و نیکانور که زندگی‌نامه‌ای از اسکندر مقدونی نوشته‌است از پیشگوی پارسی نام می‌برد.
نگاره‌ای از پیشگوی ایرانی اثر گوئرچینو در موزه کاپیتولینه شهر رم نگهداری می‌شود.